# KFN 라디오 뉴스
《KFN 라디오 뉴스》는 KFN 라디오에서 매일 낮 12시, 오후 3시, 저녁 7시에 방송되는 KFN 라디오의 뉴스 프로그램이다.

## 앵커
- KFN 아나운서

## 동시 시간대 뉴스 프로그램
- KBS 제1라디오 정오종합뉴스, KBS 제1라디오 저녁종합뉴스 (KBS 제1라디오)
- MBC 정오종합뉴스, MBC 저녁앤뉴스 (MBC 표준FM)
- cpbc 정오종합뉴스 (cpbc 가톨릭평화방송)
- BBS 정오종합뉴스 (BBS FM)
- 경인방송 정오종합뉴스 (경인방송)
- TBS 정오뉴스 (TBS FM)
- TBN 정오뉴스 (평일) (TBN 한국교통방송)

| KFN 라디오의 평일 프로그램       |                       |                                  |
| 이전                             | KFN 라디오 12시 뉴스  | 다음                             |
| 안지환, 예인의 신나는 라디오 1부 | KFN 라디오 12시 뉴스  | 안지환, 예인의 신나는 라디오 2부 |
| 오전 11시 ~ 낮 12시              | 낮 12시 ~ 낮 12시 5분 | 낮 12시 5분 ~ 오후 2시           |
|                                  |                       |                                  |

| KFN 라디오의 평일 프로그램 |                         |                              |
| 이전                       | KFN 라디오 3시 뉴스     | 다음                         |
| 김종서의 러빙유            | KFN 라디오 3시 뉴스     | 미료의 프리스타일            |
| 낮 1시 ~ 오후 3시          | 오후 3시 ~ 오후 3시 5분 | 오후 3시 5분 ~ 오후 4시 58분 |
|                            |                         |                              |

| KFN 라디오의 평일 프로그램 |                         |                        |
| 이전                       | KFN 라디오 7시 뉴스     | 다음                   |
| 김창옥의 시사토크쇼 프리즘 | KFN 라디오 7시 뉴스     | 레이나의 건빵과 별사탕 |
| 오후 5시 ~ 저녁 7시        | 저녁 7시 ~ 저녁 7시 5분 | 저녁 7시 5분 ~ 밤 9시  |
|                            |                         |                        |